# Convenção de Bona
Se procura o acordo internacional sobre a governação do Afeganistão, veja Acordo de Bona.
A Convenção sobre a Conservação das Espécies Migradoras Pertencentes à Fauna Selvagem (português europeu) ou Convenção sobre a Conservação das Espécies Migratórias de Animais Silvestres (português brasileiro), mais conhecida simplesmente por Convenção de Bona (português europeu) ou Convenção de Bonn (português brasileiro) ou por CMS (do inglês Convention on Migratory Species), é um tratado intergovernamental, concluído sob a égide da Programa das Nações Unidas para o Ambiente (PNUA), que pretende contribuir para conservar um vasto conjunto de espécies migratórias terrestres, marinhas e de aves. A convenção foi assinada em Bona em 24 de junho de 1979 e entrou em vigor a 1 de novembro de 1983, tendo a 1 de janeiro de 2013 um total de 118 Estados e territórios signatários.

## Objetivos
O tratado pretende fomentar medidas de proteção às espécies migradoras da fauna selvagem ao longo da sua área de distribuição natural, numa estratégia de conservação da vida selvagem e dos habitats numa escala global. Com esses objetivos, as Partes signatárias da Convenção reconhecem a importância que reveste a conservação das espécies migradoras e o acordo dos Estados da área de distribuição sobre a ação que deverá ser desenvolvida com essa finalidade, sempre que tal concordância seja possível e conveniente. As Partes dedicam uma especial atenção às espécies migradoras cujo estado de conservação é desfavorável e, individualmente ou em cooperação, comprometem-se a tomar as medidas necessárias à conservação das espécies e dos seus habitats.
Desde que entrou em vigor, os seus membros cresceram de maneira estável, incluindo partes de África, América Central e do Sul, Ásia, Europa e Oceânia, atingindo atualmente 118 membros.